# Dacha
Dacha (кит. трад. 鄉間別墅) — ресторан української і східноєвропейської кухні у місті Гонконг.
Заснований Оленою Сміт (англ. Olena Smith) та Оксаною Шевчук, сестрами з України, які переїхали до Гонконгу у 2005 році. Не знайшовши у Гонконзі звичної для себе їжі, у 2012 році вони заснували власний онлайн-магазин «Xytorok», де продавали їжу з України, зокрема крупи, кисломолочні продукти, торти і морожені напівфабрикати. У 2015 році цей бізнес розширився із відкриттям повноцінного ресторану у центрі Гонконгу — «Dacha».
У меню ресторану: борщ, котлета по-київськи, оселедець під шубою, домашня ковбаса з хріном, голубці, пельмені, польські пироги, манти, торт «Медовик» з українського гречаного меду, млинці з ікрою тощо. До страв подають хліб намазаний смальцем із часником.
У 2020 році Lifestyle Asia назвав ресторан «Dacha» однією з 10 найліпших вареничних Гонконгу.
У березні 2022 року, після початку повномасштабного наступу Росії на Україну, ресторан Dacha зібрав для України понад 20 тисяч доларів США в рамках кампанії Cook for Ukraine.